# Vechea reședință a iezuiților din Cluj
Vechea reședință a iezuiților din Cluj este un monument istoric și de arhitectură situat pe strada Mănăștur, nr. 9, în municipiul Cluj.